# 날씨의 아이
《날씨의 아이》(天気の子 덴키노코[*])는 2019년 공개된 일본의 로맨스 판타지 애니메이션 영화이다. 코믹스 웨이브 필름이 제작하였고 도호가 배급하였다. 이 영화는 시골에서 가출한 고등학생 소년이 날씨를 조종할 수 있는 소녀를 만나게 되는 이야기를 다룬다.
2018년에 영화 제작을 수주받았고, 신카이 마코토가 감독 및 각본을 맡았다. 다이고 코타로와 모리 나나가 성우를 맡았고. 타무라 아츠시가 작화 감독, 캐릭터 디자인은 타나카 마사요시, 그리고 오케스타라 및 OST 제작은 RADWIMPS가 맡았다. 그중 타나카 마사요시와 래드윔프스는 신카이 마코토의 전작인 《너의 이름은.》 제작에 참여하였다. 신카이 마코토는 동명의 소설을 영화 개봉 하루 전 출판하였고, 만화판은 2019년 7월 25일 공개되었다.
《날씨의 아이》는 2019년 7월 19일 일본에서 일반, IMAX. 4DX 상영관에서 공개되었고 미국에서는 2020년 1월에 공개되었다. 《날씨의 아이》는 애니메이션, 음악, 감정 전달 및 각본에서 호응을 받았지만, 일부 평론가들은 《너의 이름은.》과의 유사점 때문에 의견이 나뉘었다. 국제 박스 오피스에서 $1.93억의 흥행 수익을 벌어들였다.
《날씨의 아이》는 몇몇 영화제 수상에 성공하였다. 92회 아카데미 시상식에서 국제영화상의 일본 후보에 올랐고, 애니상에서 4개의 상에 입후보하였다. 이는 애니상의 애니메이션 영화의 입후보 기록 중 공동 1위로, 《센과 치히로의 행방불명》과 《천년여우》와 같은 기록이다.

## 줄거리
2021년 6월, 고등학교 1학년 모리시마 호다카는 고즈시마에 있는 혼란스러운 집에서 탈출하여 도쿄로 떠난다. 그가 탄 페리가 폭풍을 만나자, 케이스케 스가가 호다카를 구해준 다음 명함을 건넨다. 호다카는 일자리를 못 찾고 가난에 시달리는 동안 맥도날드 알바인 아마노 히나를 만나게 된다. 히나는 호다카를 불쌍하게 여기고 음식을 제공한다. 다음에, 호다카는 쓰레기통에서 마카로프 권총을 찾게 된다. 호다카는 스가의 회사에 도착하게 되는데, 거기에서 스가의 조카인 나츠미를 만난다. 스가는 호다카를 그의 작은 오컬트 잡지 화사의 어시스턴트로 고용하는데, 이동안 그들은 도쿄의 이상 날씨에 대한 도시 전설을 조사한다. 그들은 무당을 통해 날씨를 조정할 수 있는 "맑음 소녀"가 있다고 듣는다.
호다카는 히나가 클럽일에 끌려가는 것을 보게 된다. 짧은 추격 끝에, 장난감인 줄 알았던 총을 발사하여 클럽 주인들을 쫓아낸다. 호다카와 히나는 도망간다: 히나는 호다카를 천장에 신사가 있는 '요요기 카이칸'이란 폐건물로 데려간다. 호다카는 여기서 총을 버린다. 히나는 날씨를 조정하는 능력을 보여주며 호다카를 놀라게 한다. 호다카는 히나가 동생 나기와 함께 보호자 없이 혼자 산다는 것을 알아낸다. 호다카는 히나의 생활고를 알아채고 히나한테 날씨를 조종할 능력을 사업에 사용하자고 제안한다 (웨딩 파티 등에서 행사의 날씨를 맑게 해주는 일). 그들은 웹사이트를 만들어 주문을 받기 시작하고 빠르게 성공을 이루어낸다. 하지만 진구 폭죽 축제의 날씨를 맑게 하는 모습이 생중계된 다음, 주문이 폭주하게 되어 사업을 폐지하기로 결정한다.
호다카의 가족이 호다카를 실종 신고하자 한 형사는 호다카를 찾기 시작한다. 그 도중 그들은 호다카가 총을 사용하는 것을 CCTV 영상에서 확인한다. 히나의 아파트에서 경찰관들이 도착하고, 호다카는 숨어 있는 도중 히나에게 호다카를 본 적 없냐고 물어본다. 히나는 최근에 어머니가 사망한 후 법적 보호자가 없기 때문에 복지 시설이 그들을 데려가 동생이랑 떨어트릴 수 있다는 것을 알아챈다. 동시에 스가도 경찰이 찾아온 상태였다. 경찰이 떠나자마자 스가는 호다카를 만나서, 자신이 (호다카의) 납치 혐의로 의심받고 있기 때문이라고 설명하고 호다카를 해고하고 퇴직금을 준다. 호다카, 히나, 나기는 가출을 시도하지만, 기상 악화 때문에 멈추게 된다. 그들은 호텔에 멈춘 뒤 인스턴트 음식을 먹고 노래를 부르며 밤을 보낸다. 자정이 지나자, 히나는 호다카한테 능력을 사용할수록 자신의 몸이 물로 변한다는 것을 알려준다. 히나는 호다카에게 이상기후는 인간 재물을 위한 것이라 알려주며, 그녀가 사라지면 날씨가 정상으로 돌아온다고 알려준다. 호다카는 히나에게 지켜주겠다고 약속하지만, 그다음 날 아침, 히나는 하늘로 사라지고 비가 멈춘 상태였다.
아침에 경찰은 호다카를 호텔에서 찾는다. 나기는 아동 보호시설로 보내지고 호다카는 경찰서로 보내진다. 히나랑 벌써 사랑에 빠진 호다카는 히나를 지구로 다시 보내기로 결정하고 나츠미는 호다카를 오토바이에 태우고 경찰서에서 도망간다. 나츠미의 오토바이가 고장 난 후, 호다카는 요요기 카이칸의 신사에 도착하기 위해 뛰어간다. 그 안에서 호다카는 그를 말리려 온 스가를 만난다. 경찰이 호다카를 포위하는데. 스가는 호다카의 절박함에 이끌려 호다카가 도망가는 것을 도와준다. 호다카는 옥상의 신사를 통과하고 하늘로 이동한다. 하늘에서 히나를 찾은 호다카는 히나를 보고 같이 떠나자고 제안하고, 날씨에 대한 걱정을 버리고 히나 자신을 위해 살라고 말한다. 옥상 신사에 다시 도착하자, 히나, 호다카, 나츠미, 나기, 스가는 전부 체포되고 비가 다시 내리기 시작한다. 호다카는 3년의 보호관찰을 선고받고 고즈시마로 돌아간다.
3년 후, 도쿄는 멈춤 없이 내리는 비 때문에 대부분이 수몰된다. 2024년 봄, 보호관찰이 끝난 호다카는 고등학교를 졸업하고 대학교 입학을 위해 도쿄로 돌아간다. 그는 사업이 확장된 스가를 만난다. 스가는 히나를 찾으라고 조언한다. 곧 호다카는 수몰된 도쿄가 보이는 길가에서 기도하는 히나를 찾게 된다. 둘은 다시 만나고, 호다카는 괜찮을 거라고 히나에게 약속한다.

## 성우진
| 배역            | 일본어 성우       | 한국어 성우 | 영어 성우           | 설명 |
| --------------- | ----------------- | ----------- | ------------------- | --- |
| 모리시마 호다카 | 다이고 코타로     | 심규혁      | 브랜던 엥먼         | 고즈시마에서 도망쳐 도쿄로 가출한 고등학교 1학년 소년.                                                                                      |
| 아마노 히나     | 모리 나나         | 김유림      | 애슐리 베처         | 어머니가 돌아가신 다음 가족을 부양하기 위해 알바를 뛰는 중학교 3학년 학생. 그녀는 날씨를 다양하게 조정할 수 있는 특별한 능력을 가지고 있다. |
| 스가 케이스케   | 오구리 슌         | 최한        | 리 페이스           | 호다카가 일하게 되는 작은 잡지회사를 운영하는 중년 남성.                                                                                    |
| 스가 나츠미     | 혼다 츠바사       | 강은애      | 앨리슨 브리         | 케이스케의 조카이며 그의 사무실에서 아르바이트하는 대학생.                                                                                  |
| 아마노 나기     | 키류 사쿠라       | 김서영      | 에메카 귄도         | "나기"란 별명을 가진 히나의 남동생. |
| 타카이          | 카지 유우키       | 박성태      | 리즈 아메드         | 야스이의 직장 동료이며 호다카의 사건을 조사하는 형사.                                                                                       |
| 야스이          | 히라이즈미 세이   | 이장원      | 마이크 폴록         | 타카이의 직장 동료이며 호다카의 사건을 조사하는 형사.                                                                                       |
| 마미야 부인     | 시마모토 스미     | 임은정      | 바버라 로즌블랫     | |
| 타치바나 후미   | 바이쇼 치에코     | 손정아      | 바버라 굿슨         | 타키의 할머니이며 호다카와 히나의 손님 중 한 명                                                                                             |
| 미야미즈 미츠하 | 카미시라이시 모네 | 김은아      | 스테파니 셰이       | 《너의 이름은》의 등장인물로 신주쿠의 보석가게에서 일하고 있다.                                                                             |
| 타치바나 타키   | 카미키 류노스케   | 민승우      | 마이클 신터니클라스 | 《너의 이름은》의 등장인물이며 후미의 손자이다.                                                                                             |

## 스태프
- 원작·각본·감독·그림 콘티·편집·이미지보드 - 신카이 마코토
- 캐릭터 디자인 - 타나카 마사요시(田中将賀), 타무라 아츠시(田村篤)
- 제작 - 이치카와 미나미(市川南), 카와구치 노리타카(川口典孝)
- 기획·프로듀스 - 카와무라 겐키(川村元気)
- 이그제큐티브 프로듀서 - 후루사와 요시히로(古澤佳寛)
- 프로듀서 - 오카무라 와카나(岡村和佳菜), 이토 키누에(伊藤絹恵)
- 음악 프로듀서 - 나루카와 사요코(成川沙世子)
- 작화 감독 - 타무라 아츠시(田村篤)
- 미술 감독 - 타키구치 히로시(滝口比呂志)
- 연출 - 토쿠노 유가(徳野悠我), 이무라 켄지(居村健治)
- CG 치프 - 타케우치 요시타카(竹内良貴)
- 음악 - RADWIMPS
- 음향 감독 - 야마다 하루(山田 陽)
- 음향 효과 - 모리카와 에이코(森川永子)
- 촬영 감독 - 츠다 료스케(津田涼介)
- 색채 설계·조감독 - 미키 요코(三木陽子)
- 어시스턴트 프로듀서 - 카세 미라이(加瀬未来), 호리 유타(堀雄太)
- 제작(制作) - 코믹스 웨이브 필름
- 제작(制作) 프로듀스 - STORY inc.
- 제작(製作) - 날씨의 아이 제작위원회(도호, 코믹스 웨이브 필름, STORY, KADOKAWA, JR 동일본 기획, voque ting, 로손 엔터테인먼트)
- 배급 - 도호

## 제작

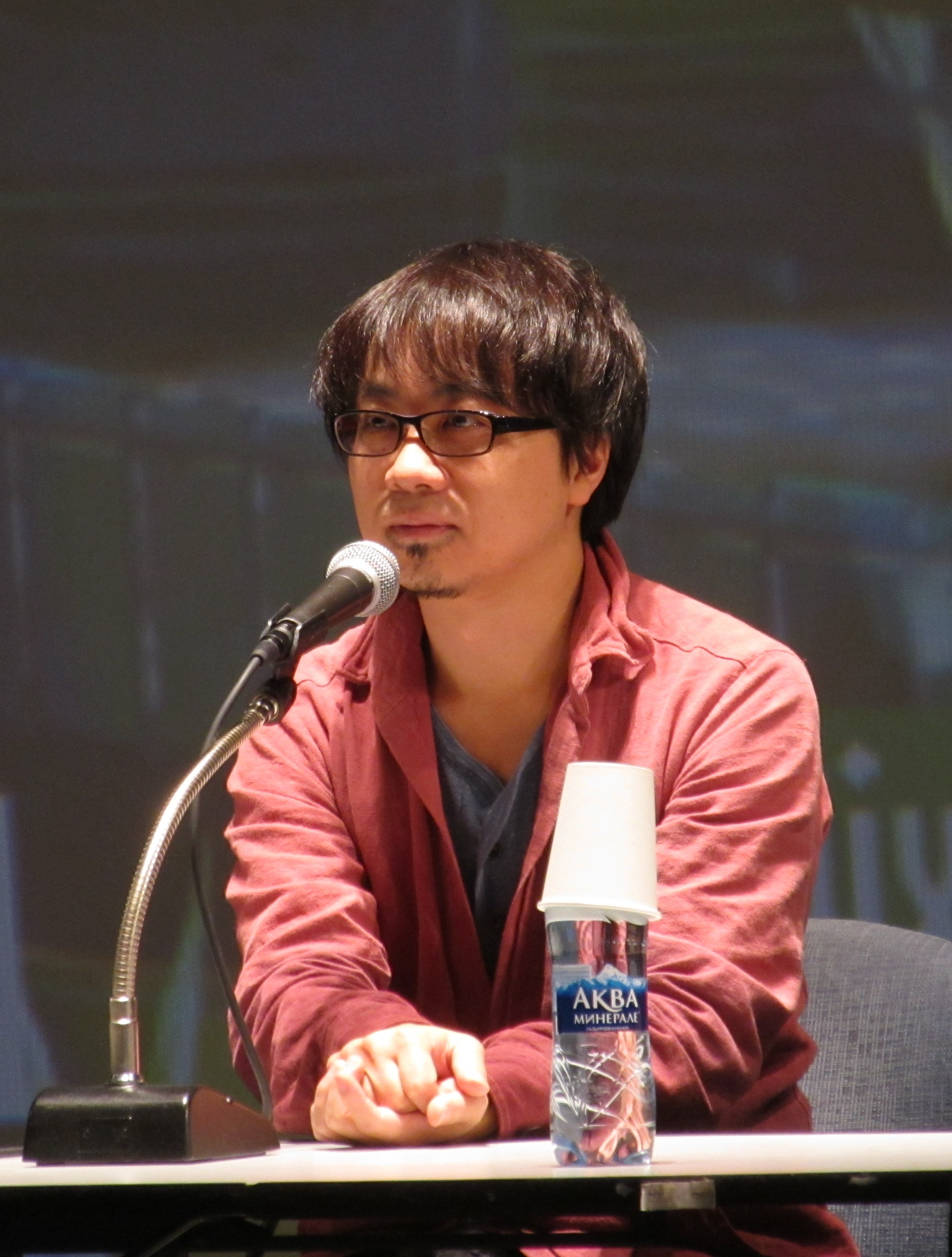
신카이 마코토 감독

2018년 8월 2일. 신카이 마코토 감독은 그다음 해에 공개될 영화를 제작 중이라고 발표하였다. 제작진은 캐릭터 디자이너 타나카 마사요시, 작화 감독 타무라 아츠시, 그리고 미술 감독으로 타키구치 히로시가 포함되었다. 신카이 마코토 감독은 트위터에서 스가 시카오에 대한 존경을 표하며, 케이스케 스가의 이름이 그의 이름에서 비롯됐다고 말하였다.
2017년 2월, 《날씨의 아이》의 각본이 쓰이기 시작했으며, 4월까지 캐릭터 디자인과 개발이 시작되었다. 신카이 마코토는 7월부터 각본을 쓰기 시작했다. 8월에는 영화 세트와 위치 선정 및 자료 조사가 시작되었다. 스토리보드 제작은 10월에 시작됐다. 2018년 5월에는 애니메이션 제작이 시작하였고, 비와 날씨에 관한 제작은 7월에 시작하였다.  8월에 캐스팅 및 오디션이 시작되었고, 9월에 백그라운드 작업이 시작되었다. 10월에는 주인공 두 명의 성우진이 결정되었다. 2018년 12월 13일 기자회견에서 첫 번째 비주얼이 공개되었고 개봉 날자를 2019년 7월 19일이라고 발표하였다. 2019년 1월 영화의 포토 슈팅이 시작되었다. 개봉 100일 전, 첫 번째 예고편이 4월 10일 공개되었다. 추가적인 포스터와 2차 예고편은 5월 28일 공개되었다. 7월 7일, 모든 준비는 마쳐졌으며, 영화는 개봉 준비가 완료되었다.
신카이 마코토 감독은 인터뷰에서 "나는 생각했다, '다음에는 사람들의 심기를 건드리지 않는 영화를 만들을까, 아니면 심기를 더욱더 건드리는 영화를 만들을까? 결국 나는 후자를 선택하였다." 그는 기후변화가 일본에 끼치는 영향, 특별히 여름철 심해지는 장마가 영화에 모티브를 받았다고 한다. 그는 영화에서 비를 그릴 때 그림과 컴퓨터 그래픽을 둘 다 사용했다고 공개하였다. 각본 과정은 제작진 팀의 도움을 받았다고 하며, 전작인 《너의 이름은.》은 6개월이 걸렸고 《날씨의 아이》는 6개월 정도 걸렸다고 말하였다. 신카이 마코토 감독은 《너의 이름은.》의 공상과학 테마와 달리 이 영화에서 더 "초자연적"인 접근 방식을 택했다고 한다. 《너의 이름은.》 캐릭터들의 추가의 이유를 묻자 신카이 마코토 감독은 "개인적으로 타키와 미츠하가 다시 만나는 것을 보고 싶었습니다"라고 말하였다.

### 캐스팅
다이고 코타로와 모리 나나의 발탁 전 약 2000명이 이 영화의 주인공 오디션에 참가하였다. 핵심 멤버들은 《너의 이름은.》의 제작진들이 합류하였다. 코타로 다이고와 모리 나나는 2019년 4월 27일 녹음을 시작하였다. 2019년 5월 29일, 추가 출연진이 발표되었다: 오구리 슌 (케이스케), 혼다 츠바사 (나츠미), 바이쇼 치에코 (후미), 키류 사쿠라 (아마노 나기사), 히라이즈미 세이 (야스이), 카지 유우키 (타카이).

## 사운드트랙
신카이 마코토의 전작인 《너의 이름은.》과 같이, 일본의 록밴드인 RADWIMPS가 영화의 OST를 작사 작곡하였다. 2019년 7월 19일, 영화 개봉과 함께 공개되었다. 〈사랑이 할 수 있는 일이 아직 있을까 (愛にできることはまだあるかい, ["아이니데키루코토와마다아루카이"] 오류: {{nihongo}}: transliteration text not Latin script (pos 2: 아) (도움말))〉가 《날씨의 아이》의 메인 테마곡이다. 7월 15일-21일 사이 주간 디지털 판매 1위를 달성하였다. 영화의 다른 노래인 〈그랜드 이스케이프 (Movie edit) feat. 미루아 토코〉는 41000건의 다운로드로 2위를 달성하였다.  날씨의 아이 사운드트랙 앨범은 일본 골드 디스크 대상과 43회 일본 아카데미상을 포함 다수의 상을 수상하였다.

## 마케팅

날씨의 아이 로고

카와무라 겐키 프로듀서는 2019년 6월 14일 프랑스 안시 국제 애니메이션 영화제에서 재공품을 발표하였다. 6월 30일, 아사히 방송은 《너의 이름은.》 재방송 중 《날씨의 아이》의 오프닝을 상영하였다. 일본 상영 전, 유니클로는 《날씨의 아이》 및 신카이 마코토 전작의 영감을 받은 특별 T셔츠를 발표하였다. 《날씨의 아이》는 소프트뱅크 그룹, 산토리, 바이토루 등의 기업 광고를 텔레비전 광고를 통해 하였다. 《날씨의 아이》 일본 상영 중 로손 등 많은 편의점에서 《날씨의 아이》 관련 식품을 팔았다. 로슨은 허브와 파란 꽃잎이 들어간 "아메이로 젤리 티"라는 새로운 음료를 만들기도 했다.

## 공개
《날씨의 아이》는 2019년 7월 19일 오전 9시 (일본 표준시) 도호를 통해 일본의 전국 359개 극장 448개 상영관에서 개봉하였다. 하지만, 도쿄의 신주쿠와 오사카의 우메다 구의 영화관에선 7월 18일 자정 첫 상영하였다. 9월 20일, 《날씨의 아이》 공식 웹사이트는 일본에서 9월 27일부터 4DX와 M4DX 상영을 하겠다고 발표하였다. 《날씨의 아이》는 카와무라 겐키와 코믹스 웨이브 필름에 의하여 제작되었다. 7월 16일, 《날씨의 아이》가 국제 개봉하겠다고 발표되었다만, 이미 북아메리카, 아시아, 남아메리카, 유럽 140개국에서 상영이 확정되었다. 이는 《너의 이름은.》의 135개국 기록을 돌파한 것이다.
아시아에서는 EKDO 필름 8월 8일 홍콩에서 개봉하였고, 엔코어 필름은 말레이어, 중국어, 영어 자막이 있는 예고편을 발표하고 동남아시아 몇 개국에서 개봉하였다: 인도네시아는 8월 21일, 베트남은 8월 30일, 말레이시아와 부르나이는 9월 5일, 싱가포르는 9월 12일 개봉하였다. 파이오니어 필름은 필리핀 SM 메가몰에서 8월 17일 개봉 후, 8월 28일 전체 개봉하였다. 카와무라 겐키 프로듀서는 인도에서 53000명이 개봉 서명 운동을 보고 인도 개봉 희망 의향을 보여주었다. 8월 10일, 신카이 마코토 감독과 날씨의 아이 공식 트위터 페이지에서 뭄바이, 델리 등 인도 20개 도시에서 2019년 10월 11일부터 개봉한다고 발표하였다. PVR 픽처스와 Vkaao에서 영화가 배급되었다 인도에서 극장 상영한 첫 번째 일본 어덜트 애니메이션이었다. 볼가 영화사는 10월 31일 러시아 개봉을 확정하였다. 태국 메이저 그룹 영화사는 11월 7일 개봉하겠다고 발표하였지만, 2019년 9월 5일로 앞당겨졌다. 《날씨의 아이》는 중국 공산당의 검열을 통과하고 11월 1일 중국 개봉하였다.
10월 30일, CJ CGV를 통해 대한민국에서 첫 상영되었다. 2020년 5월 21일, 더빙판이 개봉하였다. 한국 외화 기준 최장 연속 상영을 기록하였다. 《날씨의 아이》는 일본 상품 불매운동의 영향으로 당초 10월 초 개봉 계획에서 10월 30일 늦게 개봉하였다. 개봉 후 신카이 마코토 감독은 긴급 기자회견을 열었다. 이에 대해 그는 "3년 뒤에 오겠다"는 방한 '약속'을 지킬수 있게 되어 다행이라고 말하였다.
북아메리카에서는 GKIDS가 판권을 받았다고 발표하였고, 일본어 및 영어 옵션이 추가된 영화를 2020년 1월 17일 개봉하였다 9월 5일에서 15일 사이에 열린 44회 토론토 국제 영화제에서 북미 첫 상영하였다. "특별 상영" 카테고리로 관객상 출전이 가능하다. 보도에 따르면 패덤 이벤트는 1월 15일과 1월 16일 특별 콘텐츠가 포함된 "특별 팬 조기 상영"을 가졌다. 10월 18일 2019년, GKIDS는 미국에서 신카이 마코토가 참석한 애니메이션 이즈 필름 축제에서 《날씨의 아이》를 상영하였고, 1주일간 IMAX 상영을 가졌다.
유럽에서는 67회 산세바스티안 국제 영화제에서 2019년 9월 20일에서 28일 사이 첫 상영하였다. 아니메 리미티드는 영국과 아일랜드 판권을 받은 뒤  2019년 10월 12일 스코틀랜드 러브 애니에서 첫 상영하였고 1월 17일 2020년 일본어와 영어 옵션이 추가된 극장 상영이 진행되었다. 이탈리아에서는 다이닛과 Nexo 디지털이 2019년 10월 14일 발표하였다. Selecta Visión는 2019년 11월 29일 스페인 판권을 받아낸 뒤 2019년 11월 29일 상영하였다. 프랑스에서는 2020년 1월 8일 아니메 리미티드와 BAC 필름을 통해 공개되었다. 독일에서는 1월 16일 2020년 Universum Film을 통해 개봉하였다. 2020년 2월 20일 포르투갈은 빅 픽처 필름을 통하여 개봉하였다.
호주와 뉴질랜드는 매드맨 엔터테인먼트가 판권을 사들여 2019년 8월 22일부터 상영을 시작하였고, 영어 더빙이 포함된 앙코르 상영이 2020년 2월 13일부터 시작되었다.
중동에서는 프런트 로우 필름 엔터테인먼트가 9월 10일 2020년부터 개봉한다고 발표하였다.

### 홈 미디어
2020년 5월 27일 일본에서 블루레이 디스크 판매가 시작되었다. 한 컬렉터즈 판은 중국어와 영어 자막이 있는 4K UHD 디스크가 포함되었다. 2020년 8월 24일 북아메리카에서 디지털 개봉하였고, 이후 2020년 9월 15일 블루레이와 DVD 공개되었고, 2020년 11월 17일 4K UHD 특별판이 공개되었다. 현재 AT&T의 HBO Max에서 스트리밍 중이다.

## 흥행

### 박스 오피스
일본의 359개 극장 448개 상영관에서의 첫 상영 당시 3일 동안 티켓 115만 9020장 판매, 16억 4400만엔을 벌었다. 《날씨의 아이》는 개봉 후 첫 3일 동안 신카이 마코토의 전작인 《너의 이름은.》의 개봉 후 첫 3일의 12억 8000만엔에 비교하면 28.6% 높았다고 보도되었다. 2019년 8월 25일까지, 티켓 8백만 장 판매, 107억 3천만 엔을 벌었다. 2019년 9월 9일, 120억 엔을 벌었으며, 2019년 일본 영화 중 최고 수익작이 되었다. 2019년 10월 2일, 개봉 후 72일까지, 일본에서 티켓 1000만 장 이상 팔렸다. 2019년 10월 20일, 티켓 1027만 장과 총 139억 엔의 흥행 수익을 벌었다. 2020년 4월 12일 기준, 총수익 140.6억 엔의 흥행 수익을 벌어들이면서, 일본 영화 흥행 순위 13위를 달성하였다.
중국에서는 티켓 898만 5208장을 팔았고, 2019년 11월 19일, 개봉 17일 만에 4240만 달러의 흥행 수익을 벌었다. 2019년 11월 말까지, 중국에서 2억 8800만 위안의 흥행 수익을 벌었다. 싱가포르에서는, 104만 싱가포르 달러를 벌어들이며 싱가포르 역대 애니메이션 영화 1위를 달성하였다. 2020년 3월 15일 기준, 미국과 캐나다에서는 약 7800만 달러의 흥행 수익을 벌었다. 2021년 7월 기준, 전 세계적으로 1억 9340만 달러의 흥행 수익을 기록하였다

### 반응
평론가들은 전체적으로 《날씨의 아이》에 긍정적인 평가를 주었다. 로튼 토마토에서는 95명의 평론가들이 평균 7.40/10 점을 주었고, 로튼 토마토 지수 92%를 기록하였다. 웹사이트의 평론가 전체 평론은 "《날씨의 아이》는 아름다운 작화와 매력적인 서사를 보여주며 신카이 마코토가 뛰어난 영화감독임을 다시 한번 보여주고 있다"라고 서술되었다. 메타크리틱에서는 30명의 평론가 평가 중 평균 72/100을 받으면서 "전체적으로 준수한 평가"를 보여주었다.
코타쿠의 브라이언 애쉬크래프트는 "영화의 이곳저곳에서 맑은 날씨를 위해 신에게 기도하는 모습은 현대 일본인을 삶과 신도 신앙을 잘 엮어 풀어냈고 감동적이었다"라며 극찬하였지만, 나중에는 "《날씨의 아이》의 가장 큰 문제는 이것이다: 《너의 이름은.》의 후속작이기 때문이다"라고 말하였다. 크런치롤 뉴스의 대릴 하딩은 《날씨의 아이》에 대해 "신카이는 현대 도쿄의 분위기를 완벽히 잡아냈다"라며 세계관 형성을 찬양하였지만, 《날씨의 아이》와 《너의 이름은.》과의 연관성을 비판하였다. 애니메 뉴스 네트워크의 김 모리씨도 《날씨의 아이》의 작화와 날씨를 사용한 은유법을 칭찬하며 전체적으로 긍정적으로 평가하였지만, 영화의 후반부에서 "신카이는 짤막한 틀 안에 자신의 이야기를 모조리 담아내러는 강박관념이 확실히 있었는데, 이번은 줄거리랑 맞지 않았다"라고 비판하였다. 비니스 더 탱글스의 Twwk도 "이 영화는 중요한 부분과 맞지 않는 너무 모호하고 (게으른) 스크린플레이 때문에 《너의 이름은.》처럼 감정적인 면에서 강력하지 못했지만, 아직도 심장에 와닿았다"라고 적으면서 영화를 전체적으로 긍정적으로 평가하였다.
포브스의 올리 바더는 《날씨의 아이》의 애니메이션을 "엄청나다"라고 설명하였고 "(《날씨의 아이》가) 도쿄를 분명하고 개성적인 방법으로 표현하였다"라고 설명하였다. 그는 나중에 신카이 감독이 "야생과 자연경관"을 표현하는 방법을 찬양하였다. 사우스 차이나 모닝 포스트의 제임스 마쉬는 애니메이션을 찬양하였지만, "《너의 이름은.》에서 보여준 선명성"이 부족했다고 비판하였다. 그는 《날씨의 아이》의 내용이 《너의 이름은.》 보다는 직접적이었지만 아직도 확실한 답이 없는 "매달리는" 부분들이 있다고 말하였다. 오타퀘스트의 알리시아 하딕은 전작과의 차이를 보이려는 영화의 노력, 애니메이션, 음악, 내용을 찬양하였지만, 전작 영화의 구조의 의존성이 영화에 안 좋은 영향을 끼쳤다면서 "어깨에 《너의 이름은.》의 유령 없이 《날씨의 아이》를 거론하는 것이 불가능하다"라고 말하였다. ANC X의 앤드류 패레데스는 영화의 캐릭터, 내용, 신카이의 감독 능력을 찬양하면서 "넘치는 감정과 신토 신화가 실제 세계 문제들과 잘 맞는다. 그리고 애니메이션도 있다: 신카이는 이번의 후속작을 통해 자기 자신을 능가하였다: 도쿄를 디테일하게 보여주는 것뿐만 아니라, 빛에서 무성한 내면을 보여주었다." 더 스타의 테렌스 토는, "《날씨의 아이》는 아름다운 작화와 공감 가능한 캐릭터를 자랑한다. 영화의 이야기도 비와 같이 참하다"라며 영화의 캐릭터와 스토리를 찬양하였다.

### 수상과 입후보
이 영화는 일본의 제92회 아카데미상의 일본 후보로 선정되었지만, 최종 후보에 드는 것에 실패하였다. 《날씨의 아이》는 장편 독립 애니메이션 상등 애니상 4개 부문에 후보 선정되었다. 이는 애니상에서 《센과 치히로의 행방불명》와 《천년여우》 다음으로 4개 부문 입후보한 영화이다. 이 영화는 오스트레일리아 브리즈번에서 열린 13회 아시아태평양영화제에서 최우수 애니메이션상을 수상하였다. 로스앤젤레스의 "애니메이션 이즈 필름 페스티벌"에서 자부 브레이트만과 엘리아 고브메빌렉의 The Swallows of Kabul과 함께 관객상을 수상하였다.
| 년   | 시상식                             | 부문                                | 수상자                                            | 결과 | 각주            |
| ---- | ---------------------------------- | ----------------------------------- | ------------------------------------------------- | ---- | --------------- |
| 2019 | 제 13회 아시아태평양영화제         | 최우수 애니메이션상                 | 날씨의 아이                                       | 수상 | [ 104 ]         |
| 2019 | 애니메이션 이즈 필름 페스티벌 2019 | 관객상                              | 날씨의 아이                                       | 수상 | [ 105 ]         |
| 2019 | 스코틀랜드 러브 애니 2019          | 관객상                              | 날씨의 아이                                       | 수상 | [ 106 ]         |
| 2019 | 유토피알레스 2019                  | 관객상                              | 날씨의 아이                                       | 수상 | [ 107 ]         |
| 2019 | 호치 영화상                        | 최우수 애니메이션상                 | 날씨의 아이                                       | 수상 | [ 108 ] [ 109 ] |
| 2019 | 호치 영화상                        | 감독상                              | 신카이 마코토                                     | 후보 | [ 108 ] [ 109 ] |
| 2019 | 마이니치 영화상                    | 최우수 애니메이션상                 | 날씨의 아이                                       | 후보 | [ 110 ] [ 111 ] |
| 2019 | 마이니치 영화상                    | 최우수 음악상                       | 래드윔프스                                        | 수상 | [ 110 ] [ 111 ] |
| 2019 | 플로리다 영화 비평가 협회          | 최우수 애니메이션상                 | 날씨의 아이                                       | 후보 | [ 112 ]         |
| 2019 | 24회 새틀라이트상                  | 최우수 애니메이션 혹은 믹스미디어상 | 날씨의 아이                                       | 후보 | [ 113 ]         |
| 2020 | 제 47회 애니상                     | 장편 독립 애니메이션상              | 날씨의 아이                                       | 후보 | [ 114 ]         |
| 2020 | 제 47회 애니상                     | 장편 애니메이션 애니메이션 효과상   | 이토 히데츠구, 나카지마 유코, 이주미, 츠다 료스케 | 후보 | [ 114 ]         |
| 2020 | 제 47회 애니상                     | 장편 애니메이션 작가상              | 신카이 마코토                                     | 후보 | [ 114 ]         |
| 2020 | 제 47회 애니상                     | 장편 애니메이션 연출상              | 신카이 마코토                                     | 후보 | [ 114 ]         |
| 2020 | 블루리본상 (영화)                  | 최우수 작품상                       | 날씨의 아이                                       | 후보 | [ 115 ]         |
| 2020 | 블루리본상 (영화)                  | 감독상                              | 신카이 마코토                                     | 후보 | [ 115 ]         |
| 2020 | 6회 아니메 트렌딩 시상식           | 올해의 아니메                       | 날씨의 아이                                       | 수상 | [ 116 ]         |
| 2020 | 도쿄 애니메이션 어워드 2020년      | 올해의 아니메 (영화)                | 날씨의 아이                                       | 수상 | [ 117 ]         |
| 2020 | 도쿄 애니메이션 어워드 2020년      | 최우수 감독상                       | 신카이 마코토                                     | 수상 | [ 117 ]         |
| 2020 | 23회 문화청 미디어 예술제          | 소셜 임팩트상                       | 날씨의 아이                                       | 수상 | [ 118 ]         |
| 2020 | 일본 아카데미상                    | 올해의 애니메이션                   | 날씨의 아이                                       | 수상 | [ 119 ]         |
| 2020 | 일본 아카데미상                    | 음악상                              | 래드윔프스                                        | 수상 | [ 119 ]         |

### 대한민국
《날씨의 아이》는 개봉 첫주 《너의 이름은.》에 비해 관객수 -70%라는 성적표를 기록하였다. 이에 배급사인 미디어캐슬은 "일본 영화를 향한 편견을 거둬달라"며 일본 영화에 대한 편견 때문에 흥행과 홍보에 어려움을 격고 있다고 말하였다. 미디어캐슬의 반응은 비판을 불러오기도 하였다: 《날씨의 아이》 영화의 문제점이나 홍보 실패등 많은 요인이 있었지만 단순히 불매운동을 하는 관객 탓으로만 돌린다는 비판을 감수해야됐다.
2020년 4월 20일 기준, 불매운동의 여파속에도 《날씨의 아이》는 괜객수 68만명을 동원 대한민국 전체 일본 영화 흥행 순위 10위에 등극하였고, 일본 애니 영화 흥행 순위는 6위를 기록하였다.
그 외에도 신카이 마코토 감독은 영화 《기생충》에 대해서 《날씨의 아이》와 《기생충》의 반지하는 닮았다고 말하였다.

## 미디어 믹스
《날씨의 아이》의 동명 소설판은 신카이 마코토가 영화 제작과 동시에 작성하였다. 2019년 4월 30일, 그는 트위터에서 저서를 완료하였다고 트위터에 발표하였다. 2019년 7월 18일 카도카와 스니커 문고에서 디지털과 종이로 출판되었다. 첫 주에 9만 9천 장 이상 팔렸고 7월 29일 오리콘 도서관 순위 1위를 기록하였다. 8월 16일까지 31만 8천 부가 팔렸고, 이는 2019년 최초로 30만 장 이상 팔린 책이었다. 9월 10일까지 성공적으로 65만 장 이상 팔렸다. 2019년 10월 24일 엔 일보에서 12월 17일 디지털 종이 둘 다 북미 출판권을 받았다고 발표하였다.
| 번호 | 첫 출간일       | 첫 ISBN                | 영문 출간일      | 영문 ISBN              |
| ---- | --------------- | ---------------------- | ---------------- | ---------------------- |
| 1    | 2019년 7월 19일 | ISBN 978-4-0410-2640-3 | 2019년 12월 17일 | ISBN 978-1-9753-9936-8 |

추가적으로, 초중학교 어린이를 위한 소설판이 2019년 8월 9일 공개되었다. 첫 주 1만 3천부가 팔렸고 오리콘 주간 도서관 순위에서 "어린이 소설" 장르 1위를 달성하였다.
코단샤의 《월간 애프터눈》에서 코토바 와타리가 그린 만화판은 2019년 7월 25일 연재가 시작되었다. 만화판이 컬러로 된 커버가 있다고 발표되었다. 2020년 8월 25일 연재가 완료되었다.
| 번호 | 첫 출간일        | 첫 ISBN                | 영문 출간일     | 영문 ISBN              |
| ---- | ---------------- | ---------------------- | --------------- | ---------------------- |
| 1    | 2019년 11월 22일 | ISBN 978-4-06-517514-9 | 2020년 9월 1일  | ISBN 978-1-94-998083-7 |
| 2    | 2020년 6월 23일  | ISBN 978-4-06-519396-9 | 2021년 1월 19일 | ISBN 978-1-94-998084-4 |
| 3    | 2020년 10월 23일 | ISBN 978-4-06-520968-4 | 2021년 6월 1일  | ISBN 978-1-64-729009-2 |

## 사진
- 호다카를 도쿄에 태운 2세대 사루비아 마루
- 폐허가 된 요요기 카이칸 건물. 2020년 1월 철거가 완료되어 더 이상 존재하지 않는다.[140] 위에 있는 신사는 가상의 존재로 실제로는 없다. 뒤편: 신카이 마코토 감독 영화에 주로 등장하는 NTT 도코모 요요기 빌딩이다
- 'FUN! TOKYO! Tenki no Ko STATION' JR 신주쿠역과 합작한 프로젝트로, 2019년 7월 19일에서 9월 1일까지 임시적으로 진행되었다.
- JR 신주쿠 남쪽 역 출구에 나오는 날씨의 아이 키 비주얼.

## 다른 매체
- 소설: 첫 발간은 대원씨아이에서 2019년에, 재 장판은 하빌리스에서 2020년에 나왔다.
- 만화: 대원씨아이에서 전 3권으로 나왔다.
- 그 밖의 비주얼 안내서, 직소 퍼즐, 클리어 파일, 일러스트 달력 등은 대원씨아이에서 나왔다.

## 같이 보기
- 일본의 영화 흥행 기록